# Ricky Babineaux
Ricky Babineaux (* 14. Dezember 1990) ist ein ehemaliger US-amerikanischer Leichtathlet, der sich auf den Sprint spezialisiert hat. Seinen größten Erfolg feierte er mit dem Gewinn der Goldmedaille in der 4-mal-400-Meter-Staffel bei den Hallenweltmeisterschaften 2014 in Sopot.

## Sportliche Laufbahn
Ricky Babineaux wuchs in Breaux Bridge, Louisiana, auf und absolvierte ein Studium am Hinds Community College und später an der Texas A&M University. Seinen einzigen internationalen Wettkampf bestritt er bei den Leichtathletik-Hallenweltmeisterschaften 2014 in Sopot, bei denen er mit der US-amerikanischen 4-mal-400-Meter-Staffel im Vorlauf zum Einsatz kam und damit zum Gewinn der Goldmedaille beitrug. 

## Persönliche Bestzeiten
- 200 Meter: 20,78 s (+0,5 m/s), 30. April 2016 in San Marcos
- 400 Meter: 46,16 s, 16. April 2016 in Houston
  - 400 Meter (Halle): 46,37 s, 23. Februar 2013 in Fayetteville